# بخش مونت هرموسو
بخش مونت هرموسو (به اسپانیایی: Partido de Monte Hermoso) یک منطقهٔ مسکونی در آرژانتین است که در استان بوئنوس آیرس واقع شده‌است. بخش مونت هرموسو ۲۳۰ کیلومتر مربع مساحت و ۵٬۶۰۲ نفر جمعیت دارد.